# HLA-B55
HLA-B55 هو نمط مصلي من مستضد الكريات البيضاء البشرية-ب.